# Strychnos floribunda
Strychnos floribunda är en tvåhjärtbladig växtart som beskrevs av Gilg.. Strychnos floribunda ingår i släktet Strychnos och familjen Loganiaceae. Inga underarter finns listade i Catalogue of Life.